# Selva Negra
La Selva Negra, en alemany Schwarzwald [ˈʃvaːrtsˌvaːlt], és un massís muntanyenc al sud-oest d'Alemanya, a l'estat de Baden-Württemberg. És també una destinació habitual del turisme de natura.

## Nom
El nom de Selva Negra al·ludeix als densos boscos de pins i avets de la zona que donen al paisatge una aparença fosca.
Es diu a la zona, antigament anomenada Marciana Silva, que van ser els romans qui li van donar dit nom, inspirats en la foscor que caracteritza el pas pel mig dels boscos que la poblen.

## Orografia

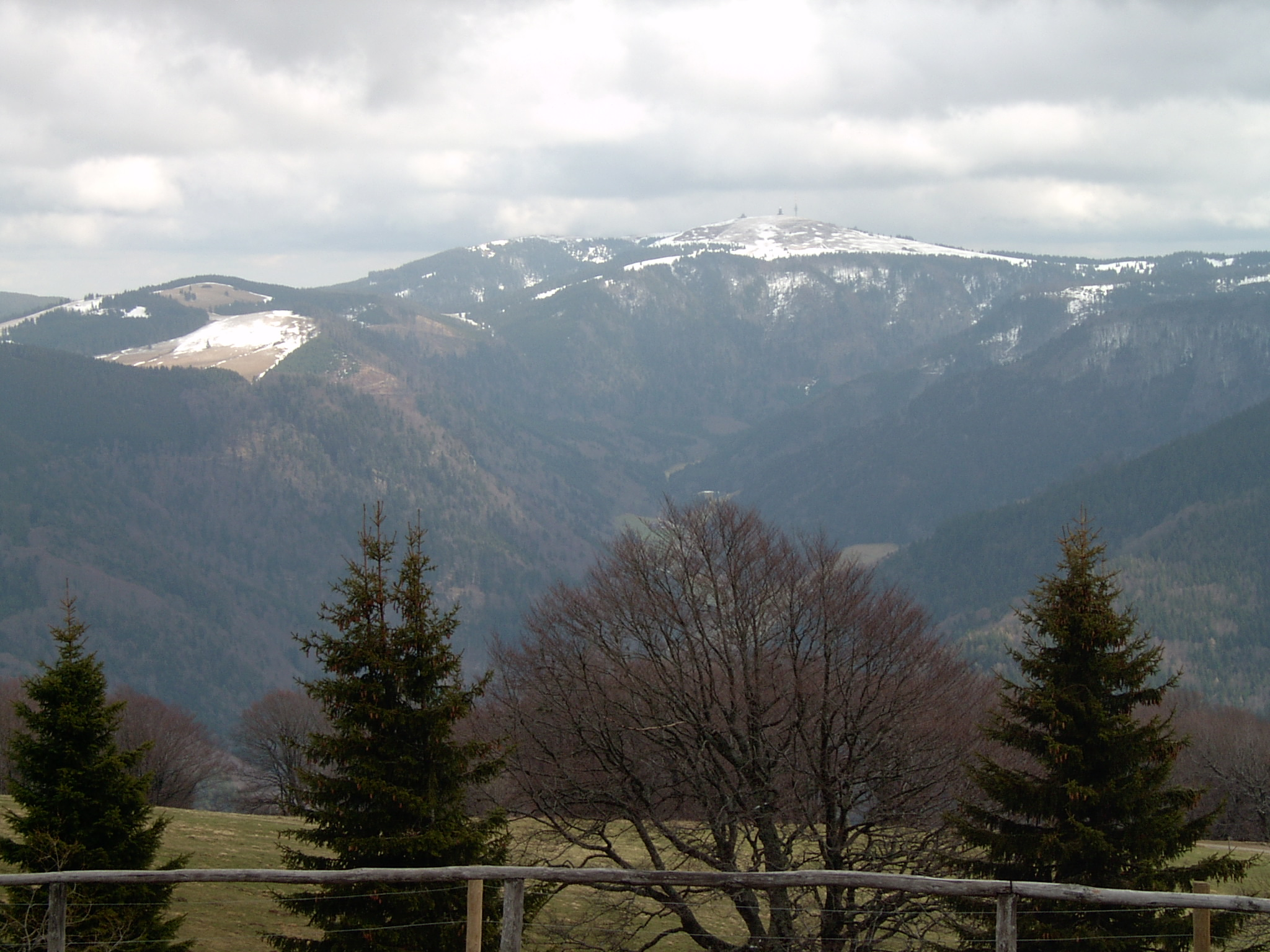
El pic Feldberg al fons

El seu pic més alt és el Feldberg, de 1.493 metres d'altitud. Alguns dels seus llacs són el Titisee i el Mummelsee.